# Torre los Negros
Torre los Negros és un municipi d'Aragó, situat a la província de Terol i equadrada a la comarca de Jiloca. El 2023 tenia 74 habitants.